# 外尔引理
外尔引理 是由德国数学家赫尔曼·外尔证明的一个结果。它提供了拉普拉斯方程的一个极弱形式。

## 引理的陈述
设{\displaystyle f}为{\displaystyle \mathbb {R} ^{n}}中开集上的函数。{\displaystyle u}为方程
{\displaystyle \Delta u=f}
的一个分布解。若{\displaystyle f}是光滑函数，则{\displaystyle u}也是光滑的。特别地，若{\displaystyle u}为分布意义下的调和函数，则{\displaystyle u}是光滑的。

## 意义和推广
外尔引理是数学史上关于椭圆正则性的第一个结果。它可以被推广到一般椭圆算子的情形。